# Grażyna Dobczyńska
Grażyna Dobczyńska (ur. 1950 w Lesznie) – polska pilot balonowa.

## Życiorys
Zaczęła w 1969 roku, jako szesnastolatka, od lotów na szybowcach. Zdobyła Złotą Odznakę szybowcową. W 1992 roku zaczęła latać na balonach. 20 stycznia 1986 roku zdobyła licencję pilota balonowego. Podczas IV Międzynarodowych Mistrzostw Polski Balonów na Ogrzane Powietrze w Lesznie startując razem z Władysławem Urbusiem na balonie SP-BZT Głos Robotniczy zajęła 15. miejsce. W 1991 roku podczas zawodów balonów na ogrzane powietrze Lorraine '91 zajęła 4. miejsce. W V Międzynarodowych Mistrzostwach Polski Balonów na Ogrzane Powietrze w Lesznie (1989) zajęła 16. miejsce. W 2000 roku startując po raz pierwszy w tego typu zawodach wygrała IX Puchar Świata Kobiet w Lesznie. Jest właścicielką firmy szyjącej balony Zakład Produkcji Lotniczej GD. Obecnie (2017) pracuje w obsłudze technicznej zawodów.